# Aron Rafn Eðvarðsson
Aron Rafn Eðvarðsson (* 1. September 1989 in Reykjavík) ist ein isländischer Handballspieler.
Der 2,05 m große und 97 kg schwere Handballtorwart spielt für den isländischen Verein Haukar Hafnarfjörður und läuft für die Isländische Nationalmannschaft auf.

## Karriere
Aron Rafn Eðvarðsson stand ab 2006 in der ersten Mannschaft des isländischen Klubs Haukar Hafnarfjörður, mit dem er 2008, 2009 und 2010 Meister sowie 2010 und 2012 Pokalsieger wurde. International erreichte er im EHF-Pokal die dritte Runde 2006/07 und 2010/11 sowie das Achtelfinale 2009/10, die Gruppenphase der EHF Champions League 2008/09, das Achtelfinale im Europapokal der Pokalsieger 2008/09 und die zweite Runde im EHF Europa Pokal 2012/13. Ab 2013 spielte er für den schwedischen Erstligisten IF Guif, mit dem er 2014 die Ligarunde gewann (Seriesegrare). In den anschließenden Play-offs unterlag er dem späteren Meister Alingsås HK im Halbfinale. Ab dem Sommer 2015 lief er für den dänischen Erstligisten Aalborg Håndbold auf. Im Januar 2016 wechselte er zum deutschen Verein SG BBM Bietigheim. Im Sommer 2017 schloss er sich dem isländischen Erstligisten ÍBV Vestmannaeyja an. Mit ÍBV gewann er 2018 die isländische Meisterschaft sowie den isländischen Pokal. Ab dem Sommer 2018 lief er für den Handball Sport Verein Hamburg auf. Am 16. Februar 2020 wurde bekannt, dass er mit sofortiger Wirkung zur SG BBM Bietigheim wechselt. Im Sommer 2021 kehrte er zu Haukar Hafnarfjörður zurück.
Mit der Isländischen Nationalmannschaft nahm Aron Rafn Eðvarðsson an der Europameisterschaft 2012, der Weltmeisterschaft 2013 und der Europameisterschaft 2014 teil. Bisher bestritt er 84 Länderspiele.